# Bürstegg

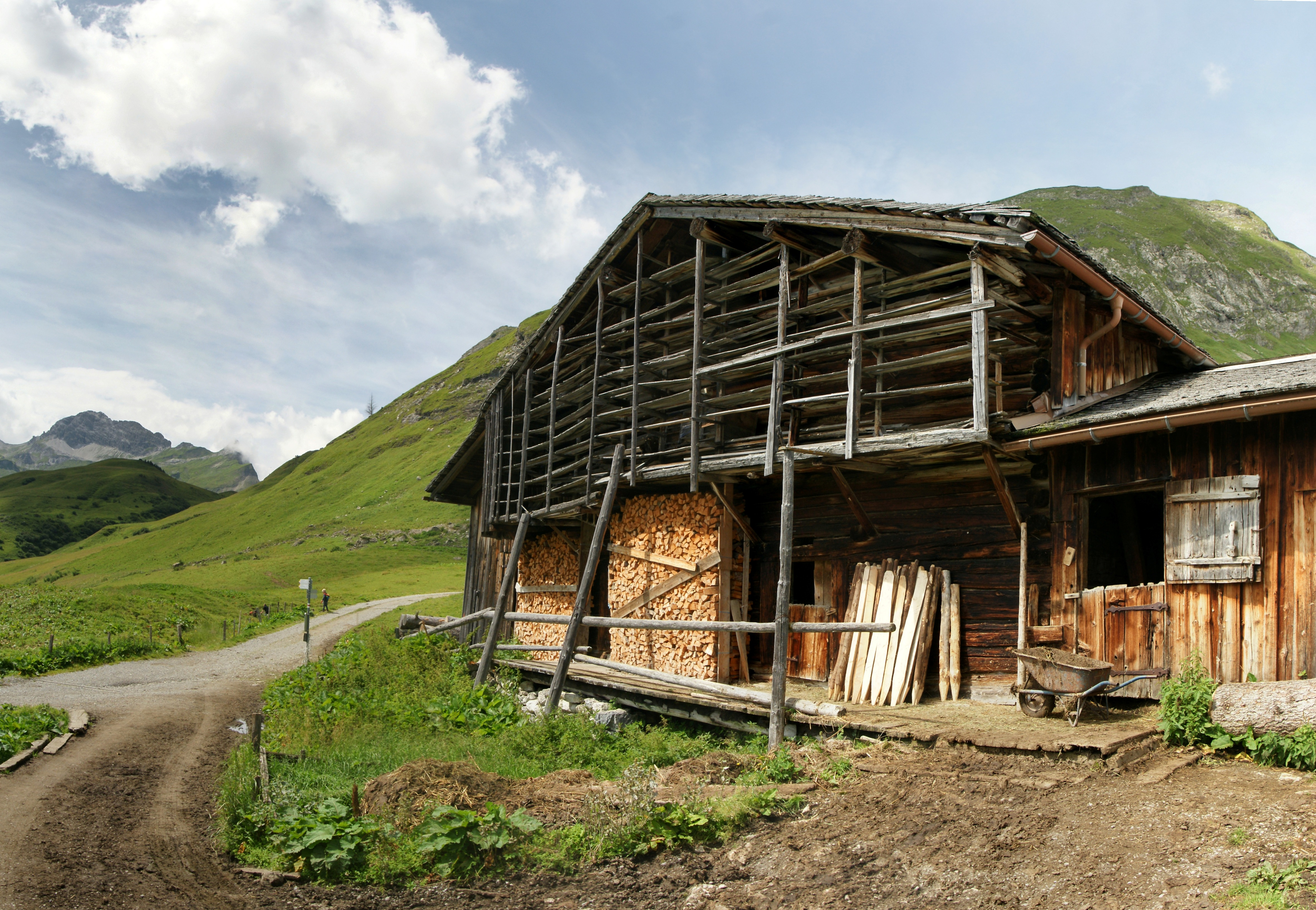
Torftrockenlaube im alten Stallgebäude

Die Siedlung Bürstegg ist mit ihrer Lage auf einer Höhe von 1719 m ü. A. die höchstgelegene Walsersiedlung im österreichischen Bundesland Vorarlberg. Einstmals ganzjährig bewohnt wird die Siedlung am Fuße des Warther Karhorns im Gemeindegebiet von Lech am Arlberg heute nur noch in den Sommermonaten als Alpe genutzt.
Das Gebiet am Fuße des Karhorns wurde seit der Besiedlung der hintersten Bergregionen Vorarlbergs durch die Walser um das Jahr 1300 von Menschen bewohnt. Da sich die Höhensiedlung Bürstegg oberhalb der Waldgrenze befand und somit kein Brennholz verfügbar war, wurde rings um die kleine Ansiedlung Torf gestochen und dieser in der heute noch bestehenden Trockenlaube unter dem Dachgiebel des Stallgebäudes getrocknet. Der Name „Bürstegg“ leitet sich vom alpinen Borstgras ab, das in den Sumpfgebieten rund um Bürstegg wuchs und im Volksmund „Burst“ oder „Bürstl“ genannt wird.
Seit 1695 existiert in Bürstegg auch eine eigene katholische Expositurkirche, die dem heiligen Martin geweiht ist. Heute steht die Kirche mit Barockaltar, einer Statue, Standbildern und einigen Tafelgemälden unter Denkmalschutz. Für 1835 ist das Bestehen von 13 Familien in ebenso vielen Häusern in Bürstegg dokumentiert, bereits ab 1898 dürfte der Ort jedoch aufgrund der schwierigen Lage der Bergbauern entsiedelt gewesen sein. Heute wird Bürstegg infolgedessen nur noch in den Sommermonaten als Hochalpe genutzt und während dieser Zeit auch vermehrt von Wanderern angesteuert.